# Farshad Alizadeh
Farshad Alizadeh Kalehkeshi (in persiano فرشاد عليزاده كاله كشى‎; Teheran, 9 giugno 1985) è un lottatore iraniano.

## Biografia
È stato allenato da Hassan Yusefi Afshar.
Si è laureato campione continentale ai campionati asiatici di Pattaya 2009 nei 74 chilogrammi. Lo stesso anno, ai campionati mondiali di Herning 2009 ha vinto la medaglia di bronzo nel torneo dei 74 chilogrammi, superando il lettone Aleksandrs Višņakovs ai trentaduesimi, l'ungherese Péter Bácsi ai sedicesimi, il francese Christophe Guénot ai quarti, perdendo con il danese Mark Madsen in semifinale e, infine, battendo l'azero Rafiq Hüseynov nella finale per il terzo posto.
Ai Giochi asiatici di Canton 2010 ha vinto la medaglia di bronzo nei 74 chilogrammi, dopo essere stato estromesso dal tabellone principale dal giapponese Tsukasa Tsurumaki, vincitore del torneo, ed aver battuto il tagiko Daler Karimov nel ripescaggio e l'uzbeko Azizbek Murodov, nella finale per il gradino più basso del podio.

## Palmarès
- Mondiali

Herning 2009: bronzo nei 74 kg
- Giochi asiatici

Canton 2010: bronzo nei 74 kg
- Campionati asiatici

Pattaya 2009: oro nei 74 kg
- Campionati asiatici junior

Almaty 2006: oro nei 74 kg